# تنمية مستدامة بيئيا

## الاعتبارات السياسية
الدعم السياسي الفعال ضروري للتنمية المستدامة بيئيًا. يمكن ترجمة تعبئة الحكومات إلى خطط عمل ذات أهمية كبيرة للتنمية المستدامة. تتأثر جهود التنمية بأنماط الترتيبات الأسرية، ومواقف العمل، والأخلاق الاجتماعية وخاصةً المسؤوليات الشخصية، والتسلسل الهرمي للسلطة، ونوعية التعليم العلمي والتنفيذ، ودرجة الاستقرار المنزلي خاصة، والتحرر من الصراع الاجتماعي.
تتطلب كل من السياسة الوطنية وتخطيط التنمية ثلاثة شروط للسماح بالاستدامة البيئية: القيم عملية المنحى التي يلتزم بها الأفراد، والسلطات السياسية التي تفضل الفوائد البيئية طويلة الأجل على المكاسب الاقتصادية الفورية، والسياسة ذات الجمهور السياسي المؤهل.
اتبّعت كندا نهجًا قائمًا على الأدلة لتنمية الاستدامة باستخدام مؤشرات الاستدامة البيئية كأداة توجيهية لتطوير السياسات. تستخدم العديد من المدن على مستوى البلديات، المؤشرات القائمة على الأدلة والمؤشرات البيئية أيضًا كأدوات لتطوير السياسات.

### منتديات التنمية المستدامة بيئيًا
نُشرت الاستراتيجية العالمية للحفاظ على البيئة في عام 1980، لتصبح واحدةً من أكثر التطورات المشجعة التي تستخدم برنامجًا موجهًا نحو التغيير السياسي فيما يتعلق بالاستدامة البيئية. كان المنشور بمثابة تحول سياسي أساسي لحركة الحفاظ على البيئة العالمية. أصبح التركيز التقليدي علاجيًا بدلاً من كونه وقائيًا، ما يؤكد الاتجاه المتزايد نحو استيعاب أهداف الحفاظ على البيئة والتنمية التي تعد أساسية لمجتمع مستدام بيئيًا. جنح التركيز على الحفاظ على الحياة البرية بشكل خاص إلى القلق بشأن الضغوطات الأوسع التي تتسبب في تدهور البيئة الطبيعية. تعزز مبادئ التنمية المستدامة، وتتناول الاهتمامات البيئية التي قدمتها قرارات التنمية الاقتصادية بشكل يستهدف جمهورًا واسعًا. هناك ثلاثة أهداف رئيسية للحفاظ على البيئة:
1. الحفاظ على الدورات البيوجيوكيميائية الأساسية وأنظمة دعم الحياة.
2. الحفاظ على التنوع الجيني.
3. إنشاء الاستخدام المستدام للأنواع والنظم البيئية.

تعرض جهود أخرى مثل الحملة العالمية للغلاف الحيوي عقبات بيئية أمام السلطات الحكومية والعلمية باستمرار. يعتقد نيكولاس بولونين، الرئيس السابق لمؤسسة الحفاظ على البيئة،  أن نقطة البداية لجهود الحملة العالمية حدثت في عام 1966 في مؤتمر اليونسكو في فنلندا. بحث المؤتمر في الظروف التي تعيق التنمية المستدامة بيئيًا مثل النمو السكاني السريع، وانتشار الأسلحة النووية، واستنزاف الموارد الطبيعية. يقدم التقرير العالمي لعام 2000 المقدم إلى الرئيس، الظروف البيئية المستقبلية التي من المحتمل أن تسوء إذا لم تتغير السياسات العامة والمؤسسات ومعدلات التقدم التكنولوجي. دفعت النتائج من هذا النوع دعاة حماية البيئة ومؤسسة الحفاظ على البيئة إلى بدء مشروع الحملة العالمية، وتضمن الاقتراحات التالية:
- نشر وبث القضايا البيئية.
- استخدام وسائط التواصل التقليدية مثل اللافتات وملصقات السيارات.
- توزيع نتائج البحوث البيئية الأساسية والتطبيقية المتزايدة.
- الإعلام عن تنظيم الأسرة وضرورة التحكم في النمو السكاني.
- تخصيص مساحة أكبر كمتنزهات وطنية أو مناطق برية، بما في ذلك المحيط.
- تنظيم مؤتمرات محلية ووطنية ودولية وعلى مستوى الولاية لمناقشة القضايا البيئية.
- تشجيع الاستخدامات المستدامة لمواردنا الطبيعية.
- وضع قوانين مشتركة للأرض والبشرية.
- الحصول على الدعم من المنظمات والمؤسسات غير الحكومية من أجل الحملة العالمية.
- تحقيق الاعتراف للأشخاص و/أو المجموعات التي تبرهن إجراءات للحفاظ على البيئة، مثل «جوائز حماة الغلاف الحيوي».[7]